# Zapier
Zapier est un service web permettant d'intégrer les données d'une application Web à une autre et d'automatiser les workflows.

## Histoire
Zapier est fondée à Columbia, Missouri par Wade Foster, Bryan Helmig et Mike Knoop, dans le cadre du premier Startup Weekend Columbia en 2011. Après avoir initialement soumis une candidature pour le cycle de financement de l'hiver 2012, qui fut rejetée, ils construisent un prototype de 25 applications avec lesquels ils sont acceptés par l'incubateur d'entreprises Y Combinator lors du cycle de financement de l'été 2012. L'entreprise déménage à Mountain View, en Californie, au printemps 2012. En octobre de la même année, Zapier est financé en en capital-risque à hauteur un d'1,3 million de dollars par la société d'investissement  Bessemer Venture Partners (en).
Zapier atteint son seuil de rentabilité en 2014,. Sequoia Capital et Steadfast Financial entre au capital de la société en janvier 2021, portant la valorisation de l'entreprise à 5 milliards de dollars,. C'est l'une des entreprises les plus appréciées à la sortie du programme Y Combinator ; elle génére 140 millions de dollars de revenus récurrents annuels en janvier 2021.
En mars 2017, l'entreprise propose un « forfait de délocalisation », consistant en un remboursement de 10 000 $ en déménagement aux employés qui souhaitaient quitter la région de la baie de San Francisco. Après l'annonce, les demandes d'emploi augmentent de 50 %. Zapier est une entreprise pratiquant le télétravail depuis sa création en 2011. En janvier 2022, l'entreprise emploie environ 500 personnes dans 38 pays.
En 2020, au début de la pandémie de Covid-19, Zapier crée un fonds d'aide aux petites entreprises d'un million de dollars pour les clients en difficulté. En 2020, la société annonce la Journée nationale sans code et lance un concours No-code avec un prix en espèces de 25 000 $.
En 2020, la société de technologie financière Brex (en) annonce un partenariat avec Zapier, permettant une automatisation facile du flux de travail entre leurs produits.
Depuis 2021, elle se connecte à plus de 4 000 applications, avec des forfaits gratuits et payants.

## Services
Zapier est un connecteur entre les interfaces de programmation (API) Web, aidant à augmenter la productivité grâce à l'automatisation de tâche récurrente et de processus métier tels que la gestion des leads,. L'interface permet de configurer des règles de workflow pour déterminer le fonctionnement de ses automatisations, il orchestre le flux de données entre les outils et les services en ligne qui ne communiqueraient pas entre eux nativement,. 

### Exemples
Par exemple, lorsqu'un nouveau prospect commercial est ajouté à une feuille de calcul Google Sheets, ce prospect peut être automatiquement saisi dans Salesforce et attribué à un commercial. Des personnes supplémentaires de l'équipe peuvent être alertées via Slack et le chef d'équipe peut recevoir une notification par e-mail lorsque le nouveau responsable a été contacté.

## Acquisitions
En mars 2021, la société acquiert Makerpad, un service et une communauté d'éducation sans code, pour un montant non divulgué.